# 1643
| [ Edytuj tabelę ]              | |
| Król Polski                    | - 1632 Władysław IV Waza 1648 |
| Współksiążęta Andory           | - 1634 Pau Duran 1651 - 1610 Ludwik XIII 1643 - 1643 Ludwik XIV 1715                                                                                         |
| Król Anglii i Szkocji          | - 1625 Karol I 1649 |
| Elektor Bawarii                | - 1623 Maksymilian I Bawarski 1651 |
| Elektor Brandenburgii          | - 1640 Fryderyk Wilhelm 1688 |
| Sułtan Brunei                  | - 1619 Abdul Jailul Akhbar 1649 - 1625 Muhammad Ali 1660 |
| Cesarz Chin                    | - 1627 Chongzhen 1644 |
| Król Czech                     | - 1637 Ferdynand III Habsburg 1657 |
| Król Danii                     | - 1588 Chrystian IV 1648 |
| Dalajlama                      | - 1617 Lobsang Gjaco 1682 |
| Cesarz Etiopii                 | - 1632 Fasiledes 1667 |
| Król Francji                   | - 1610 Ludwik XIII 1643 - 1643 Ludwik XIV 1715 |
| Król Hiszpanii                 | - 1621 Filip IV 1665 |
| Landgraf Hesji-Kassel          | - 1637 Wilhelm VI Sprawiedliwy 1663 |
| Stadhouder Holandii            | - 1625 Fryderyk Henryk Orański 1647 |
| Szach Iranu                    | - 1642 Abbas II 1666 |
| Państwo Wielkich Mogołów       | - 1627 Szahdżahan 1658 |
| Król Irlandii                  | - 1625 Karol I Stuart 1649 |
| Cesarz Japonii                 | - 1629 Meishō 1643 - 1643 Go-Kōmyō 1654 |
| Kalif                          | - 1640 Ibrahim I 1648 |
| Patriarcha Konstantynopola     | - 1639 Parteniusz I 1644 |
| Władca Korei                   | - 1623 Injo 1649 |
| Książę Kurlandii i Semigalii   | - 1642 Jakub Kettler 1682 |
| Książę Liechtensteinu          | - 1627 Karol Euzebiusz 1684 |
| Książę Monako                  | - 1612 Honoriusz II 1662 |
| Król Nawarry                   | - 1610 Ludwik XIII 1643 - 1643 Ludwik XIV 1710 |
| Król Norwegii                  | - 1588 Chrystian IV 1648 |
| Sułtan Omanu                   | - 1624 Nasir ibn Murszid 1649 |
| Elektor Palatynatu             | - 1623 Maksymilian I Bawarski 1648 |
| Papież                         | - 1623 Urban VIII 1644 |
| Książę Parmy i Piacenzy        | - 1622 Edward I 1646 |
| Król Portugalii                | - 1640 Jan IV 1656 |
| Książę w Prusach               | - 1640 Fryderyk Wilhelm Wielki Elektor 1688 |
| Car Rosji                      | - 1613 Michał I 1645 |
| Cesarz Rzymski (niemiecki)     | - 1637 Ferdynand III Habsburg 1657 |
| Kapitanowie Regenci San Marino | - 1642 Claudio Belluzzi Paolo Antonio Onofri 1643 - 1643 Fulgenzio Maccioni Federico Tosini 1643 - 1643 Melchiorre Maggio Belluzzi Evangelista Belluzzi 1644 |
| Elektor Saksonii               | - 1611 Jan Jerzy I Wettyn 1656 |
| Król Szwecji                   | - 1632 Krystyna Waza 1654 |
| Król Tajlandii                 | - 1630 Prasat Thong 1655 |
| Sułtan Turków                  | - 1640 Ibrahim I 1648 |
| Doża Wenecji                   | - 1631 Francesco Erizzo 1646 |
| Król Węgier                    | - 1637 Ferdynand IV 1654 |
| Książęta Wirtembergii          | - 1628 Eberhard III 1674 |

Rok 1643 / MDCXLIII
stulecia: XVI wiek ~
XVII wiek ~
XVIII wiek

lata: 1633 «
1638 «
1639 «
1640 «
1641 «
1642 «
1643
» 1644
» 1645
» 1646
» 1647
» 1648
» 1653

## Wydarzenia w Polsce
- 1 lutego-29 marca – w Warszawie obradował sejm zwyczajny[1].
- 18 lutego – kanclerzem wielkim koronnym został Jerzy Ossoliński.
- 27 maja – wojewoda malborski Jakub Weiher założył Wejherowo.

## Wydarzenia na świecie
- 21 stycznia – Abel Tasman odkrył dla Europejczyków największą wyspę archipelagu Tonga - Tongatapu.
- 6 lutego – Abel Tasman odkrył dla Europejczyków Wyspy Fidżi.
- 18 marca – irlandzka wojna konfederacka: zwycięstwo wojsk angielskich w bitwie pod New Ross nad irlandzkimi konfederatami.
- 19 marca – angielska wojna domowa: rojaliści pokonali wojska Parlamentu w bitwie pod Hopton Heath.
- 14 maja – po śmierci króla Francji Ludwika XIII tron objął jego starszy, czteroletni syn Ludwik XIV; regencja przypadła królowej wdowie Annie Austriaczce.
- 19 maja – wojna trzydziestoletnia: w bitwie pod Rocroi armia francuska pod wodzą księcia d'Enghien (który zyskał później miano Kondeusza Wielkiego) pokonała wojska hiszpańskie dowodzone przez Francisco de Melo.
- 22 maja – wojna trzydziestoletnia: wojska szwedzkie złupiły i spaliły czeski Bakov nad Jizerou.
- 30 czerwca – angielska wojna domowa: bitwa pod Adwalton Moor.
- 5 lipca – angielska wojna domowa: bitwa pod Lansdowne.
- 13 lipca – angielska wojna domowa: siły rojalistów rozbiły wojska Parlamentu w bitwie pod Roundway Down.
- 28 lipca – angielska wojna domowa: bitwa pod Gainsborough.
- 20 sierpnia – angielska wojna domowa: bitwa pod Newbury.
- 11 października – angielska wojna domowa: zwycięstwo wojsk Parlamentu w bitwie pod Winceby.
- 24 listopada – wojna trzydziestoletnia: bitwa pod Tuttlingen.
- 12 grudnia – niespodziewanym atakiem na Jutlandię dowodzonych przez Lennarta Torstenssona Szwedów rozpoczęła się wojna duńsko-szwedzka.
- 13 grudnia – angielska wojna domowa: okupujące miasto Alton niewielkie oddziały Rojalistów zostały zaskoczone i pokonane przez siły Parlamentu.
- 25 grudnia – kapitan William Mynos z Brytyjskiej Kompanii Wschodnioindyjskiej odkrył Wyspę Bożego Narodzenia na Oceanie Indyjskim.
- Rosjanin Kurbat Iwanow dotarł do jeziora Bajkał.
- Evangelista Torricelli zbudował pierwszy barometr cieczowy.
- wydano I Natali delle Religiose Militie, pierwszą drukowaną książkę na Malcie[2][3][4]

## Urodzili się
- 4 stycznia – Isaac Newton, angielski fizyk, matematyk i astronom (zm. 1727)
- 25 lutego – Ahmed II, sułtan turecki (zm. 1695)
- 1 maja – Georg Buchholtz, spiskoniemiecki nauczyciel, duchowny ewangelicki, jeden z pierwszych badaczy Tatr (zm. 1724)
- 21 sierpnia – Alfons VI, król Portugalii (zm. 1683)
- 23 sierpnia - Fryderyk Mortzfeld, polski duchowny luterański, pisarz religijny (zm. 1691)
- 22 listopada – René-Robert Cavelier de La Salle, francuski odkrywca delty Missisipi i badacz Ameryki Północnej (zm. 1687)

## Zmarli
- 25 lutego – Marco da Gagliano, włoski kompozytor (ur. 1582)
- 1 marca – Girolamo Frescobaldi, włoski kompozytor (ur. 1583)
- 20 kwietnia – Christoph Demantius, niemiecki kompozytor (ur. 1567)
- 14 maja – Ludwik XIII, król Francji i Nawarry (ur. 1601)
- 19 lipca – François Duquesnoy, rzeźbiarz flamandzki tworzący w Rzymie (ur. 1597)
- 21 września – Hong Taiji, władca mandżurski, pierwszy cesarz z dynastii Qing (ur. 1592)
- 3 listopada
  - John Bainbridge, angielski astronom (ur. 1582)
  - Paul Guldin, szwajcarski matematyk i astronom (ur. 1577)
- 17 listopada – Jean de Guebriant, marszałek Francji (ur. 1602)
- 29 listopada – Claudio Monteverdi, włoski kompozytor, skrzypek i śpiewak (ur. 1567)
- 11 grudnia – Artur Bell, angielski franciszkanin, męczennik, błogosławiony katolicki (ur. 1590)
- 30 grudnia – Giovanni Baglione, włoski malarz, rysownik i historyk sztuki (ur. 1566)

## Święta ruchome
- Tłusty czwartek: 12 lutego
- Ostatki: 17 lutego
- Popielec: 18 lutego
- Niedziela Palmowa: 29 marca
- Wielki Czwartek: 2 kwietnia
- Wielki Piątek: 3 kwietnia
- Wielka Sobota: 4 kwietnia
- Wielkanoc: 5 kwietnia
- Poniedziałek Wielkanocny: 6 kwietnia
- Wniebowstąpienie Pańskie: 14 maja
- Zesłanie Ducha Świętego: 24 maja
- Boże Ciało: 4 czerwca